# هری میچر
هری میچر (انگلیسی: Harry Meacher) بازیگر، نمایشنامه‌نویس و کارگردان نمایش اهل بریتانیا است.
از فیلم‌هایی که وی در آن‌ها نقش داشته‌است، می‌توان به ترانس‌آتلانتیس اشاره نمود.